# Santuari de Torreciutat
El Santuari de Torreciutat és un temple de peregrinació dedicat a la Mare de Déu que està situat a Secastella, a prop de la localitat de Lo Grau (Osca). Fou promogut el 1975 pel fundador de l'Opus Dei, Josepmaria Escrivà en honor de la imatge de la Mare de Déu que era venerada en una ermita propera.
El santuari de Torreciutat, juntament amb el de Lorda, Montserrat, Meritxell i el del Pilar conformen la Ruta mariana. El Santuari de Torreciutat rep desenes de milers de persones l'any. Els dies amb més afluència de gent són la festa de la Mare de Déu de Torreciutat del diumenge següent al 15 d'agost, i diverses jornades organitzades cada any, com les de la Família, dels Esportistes i dels Pobles d'Amèrica. Al maig diversos grups hi van a resar el rosari, ja que tradicionalment l'Església Catòlica associa aquest mes amb la Mare de Déu. Hi ha desenes d'altres peregrinacions cada any.

## Història

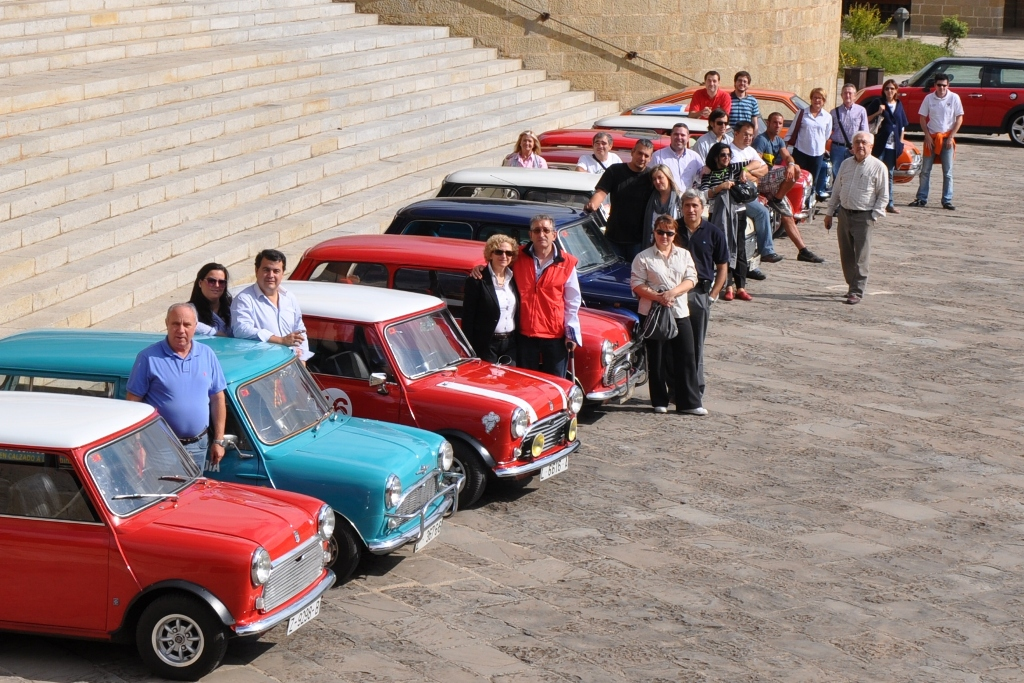
El Club del Mini s'atura al Santuari de Torreciutat, el 2011

La Mare de Déu de Torreciutat és una talla romànica del segle xi, de la sèrie de verges negres, com la de Montserrat. Era en una ermita a prop del barranc proper al riu Cinca, que si bé històricament pertany al municipi de Bolturina, com que el poble està deshabitat, Torreciutat pertany a Sescastella.
A principis del segle xx era habitual celebrar romeries i peregrinacions des dels pobles veïns. Els pares de sant Josepmaria Escrivà l'hi van portar esperant la curació d'una greu malaltia del seu fill, que en aquell moment tenia dos anys. Per aquest motiu, a partir del 1960 va decidir començar a impulsar la construcció del santuari.
El sacerdot i doctor en Medicina José Luis Saura (Berrocalejo de la província de Càceres, 1927 - Saragossa, 17 de desembre de 2013) va ser el primer rector del santuari, un càrrec que va exercir entre el 1975 i el 1994. L'antic rector de Vallecas, on va impulsar habitatges socials i residències per la gent gran, al seu càrrec de Torreciutat va convertir el santuari en un centre religiós i lloc de peregrinacions.
El 26 de juny de 1979, ETA-pm va reivindicar un atemptat en el recinte, que no va tenir danys personals, coincidint amb el 4t aniversari de la mort de Josepmaria Escrivà.

## Descripció

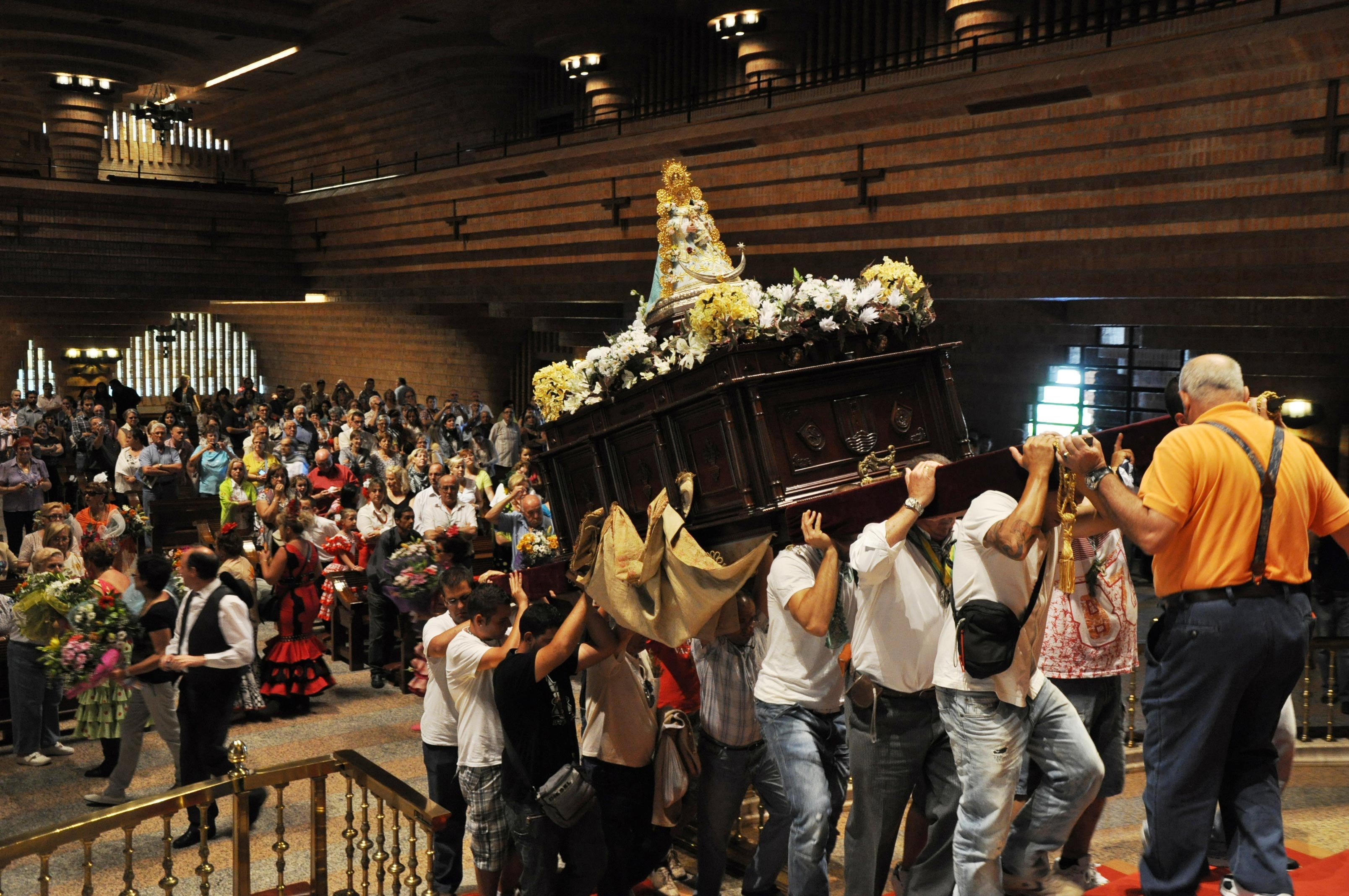
Pelegrinació del Rocío al Santuari de Torreciutat el 2011

L'actual santuari, construït per l'arquitecte Heliodoro Dols des del 1970, es va inaugurar el 7 de juliol del 1975. El maó és l'element constructiu bàsic, i també s'utilitzà alabastre a les cantonades i les finestres. Són dos materials molt utilitzats en la tradició arquitectònica de la zona. El santuari té dues plantes, una nau principal amb cor i una cripta amb quatre capelles i confessionaris. Les capelles són del Pilar de Saragossa, de Loreto, de Guadalupe (Mèxic) i de la Sagrada Família.
El retaule és de l'escultor català Joan Mayné i el seu equip, Miguel García Berjillos entre d’altres. Representa escenes de la Mare de Déu. Al centre hi ha la imatge romànica restaurada. A l'esquerra el 1994 s'hi va instal·lar una imatge de sant Josepmaria Escrivà i a la capella lateral hi ha un Crist de bronze de l'escultor italià Pasquale Sciancalepore. L'orgue té més de 4.000 tubs i es fa servir cada any per a fer un recital.